# Gabriele Reinsch
Gabriele Reinsch (née le 23 septembre 1963 à Cottbus) est une ancienne lanceuse de disque est-allemande. 
Le 9 juillet 1988, elle établit le record du monde du lancer de disque féminin avec un jet à 76,80 m. Elle dépasse le précédent record de la tchèque Zdeňka Šilhavá de 2,24 m. Elle bat également le record masculin de la discipline détenu par son compatriote Jürgen Schult de 2,72 m. Le disque masculin est cependant deux fois plus lourd que le disque pour les femmes qui est de 1 kg. À la suite des révélations sur les programmes de dopage d’État en Allemagne de l'est, cette performance fait l'objet de nombreuses suspicions,.
Deux mois plus tard, Martina Hellmann lança son disque à 78,14 m, établissant la meilleure marque, cependant il s'agissait d'un entrainement et la marque ne put être validée.
Malgré son record du monde, Gabriele Reinsch n'a jamais remporté de médailles dans les grandes compétitions seniors. Il s'agit d'un des plus vieux records du monde en athlétisme.

## Palmarès
| Date | Compétition                   | Lieu      | Résultat | Épreuve | Résultat |
| ---- | ----------------------------- | --------- | -------- | ------- | -------- |
| 1981 | Championnats d'Europe juniors | Utrecht   | 2e       | Poids   | 17,03 m  |
| 1987 | Universiade                   | Zagreb    | 2e       | Disque  | 64,12 m  |
| 1988 | Jeux olympiques               | Séoul     | 7e       | Disque  | 67,26 m  |
| 1989 | Universiade                   | Duisbourg | 2e       | Disque  | 65,20 m  |
| 1990 | Championnats d'Europe         | Split     | 4e       | Disque  | 66,08 m  |